# Morski Klub Sportowy Pogoń Szczecin 2016-2017
Questa voce raccoglie le informazioni riguardanti il Pogoń Szczecin nelle competizioni ufficiali della stagione 2016-2017.

## Rosa
Rosa aggiornata al 30 ottobre 2016
| N. |                     | Ruolo | Calciatore       |
| -- | ------------------- | ----- | ---------------- |
| 1  | Polonia (bandiera)  | P     | Jakub Słowik     |
| 2  | Romania (bandiera)  | D     | Cornel Râpă      |
| 3  | Polonia (bandiera)  | D     | Jarosław Fojut   |
| 6  | Polonia (bandiera)  | C     | Rafał Murawski   |
| 7  | Ungheria (bandiera) | C     | Ádám Gyurcsó     |
| 9  | Polonia (bandiera)  | D     | Adam Frączczak   |
| 10 | Polonia (bandiera)  | C     | Dawid Kort       |
| 11 | Bulgaria (bandiera) | A     | Spas Delev       |
| 12 | Polonia (bandiera)  | P     | Adrian Henger    |
| 14 | Polonia (bandiera)  | C     | Kamil Drygas     |
| 15 | Polonia (bandiera)  | D     | Hubert Matynia   |
| 18 | Giappone (bandiera) | A     | Seiya Kitano     |
| 19 | Polonia (bandiera)  | C     | Jakub Piotrowski |

| N. |                      | Ruolo | Calciatore          |
| -- | -------------------- | ----- | ------------------- |
| 21 | Polonia (bandiera)   | D     | Sebastian Rudol     |
| 22 | Polonia (bandiera)   | A     | Gracjan Jaroch      |
| 23 | Polonia (bandiera)   | C     | Mateusz Matras      |
| 24 | Polonia (bandiera)   | D     | David Niepsuj       |
| 25 | Polonia (bandiera)   | C     | Jędrzej Kujawa      |
| 27 | Giappone (bandiera)  | C     | Takafumi Akahoshi   |
| 29 | Polonia (bandiera)   | A     | Marcin Listkowski   |
| 32 | Polonia (bandiera)   | C     | Robert Obst         |
| 33 | Polonia (bandiera)   | D     | Mateusz Lewandowski |
| 66 | Polonia (bandiera)   | P     | Dawid Kudła         |
| 77 | Sudafrica (bandiera) | D     | Ricardo Nunes       |
| 93 | Polonia (bandiera)   | A     | Łukasz Zwoliński    |